# Freddy Rincón
Freddy Rincón (14. srpna 1966 Buenaventura – 13. dubna 2022, Cali) byl kolumbijský fotbalista, záložník.

## Fotbalová kariéra
Začínal v kolumbijských klubech CA Buenaventura, Independiente Santa Fe a América de Cali. S týmem América de Cali získal dvakrát mistrovský titul. Dále působil v Brazílii v týmu Palmeiras, se kterým získal mistrovský titul. Dále hrál v Itálii za SSC Neapol a ve Španělsku za Real Madrid. Z Evropy se vrátil do Brazílie, kde hrál za Palmeiras a SC Corinthians Paulista, se kterým získal dva mistrovské tituly. Kariéru končil v brazilských klubech Santos FC, Cruzeiro Esporte Clube a SC Corinthians Paulista. V Lize mistrů UEFA nastoupil ve 4 utkáních a v Poháru UEFA nastoupil v 5 utkáních. V jihoamerickém Poháru osvoboditelů nastoupil ve 46 utkáních a dal 7 gólů. Za reprezentaci Kolumbie nastoupil v letech 1990–2001 v 84 utkáních a dal 17 gólů. Byl členem kolumbijské reprezentace na Mistrovství světa ve fotbale 1990, nastoupil ve všech 4 utkáních a dal 1 gól, na Mistrovství světa ve fotbale 1994, nastoupil ve všech 3 utkáních a na Mistrovství světa ve fotbale 1998, nastoupil ve všech 3 utkáních

## Ligová bilance
| Ročník                          | Zápasy | Góly | Klub                    |
| ------------------------------- | ------ | ---- | ----------------------- |
| Kolumbijská fotbalová liga 1986 | -      | -    | Independiente Santa Fe  |
| Kolumbijská fotbalová liga 1987 | -      | -    | Independiente Santa Fe  |
| Kolumbijská fotbalová liga 1988 | -      | -    | Independiente Santa Fe  |
| Kolumbijská fotbalová liga 1989 | -      | -    | Independiente Santa Fe  |
| Kolumbijská fotbalová liga 1990 | -      | -    | América de Cali         |
| Kolumbijská fotbalová liga 1991 | -      | -    | América de Cali         |
| Kolumbijská fotbalová liga 1992 | -      | -    | América de Cali         |
| Kolumbijská fotbalová liga 1993 | 26     | 9    | América de Cali         |
| Brazilská fotbalová liga 1994   | -      | -    | Palmeiras               |
| Serie A 1994/95                 | 28     | 7    | SSC Neapol              |
| Primera División 1995/96        | 14     | 0    | Real Madrid             |
| Brazilská fotbalová liga 1996   | 17     | 7    | Palmeiras               |
| Brazilská fotbalová liga 1997   | -      | -    | Palmeiras               |
| Brazilská fotbalová liga 1997   | 12     | 0    | SC Corinthians Paulista |
| Brazilská fotbalová liga 1998   | 28     | 5    | SC Corinthians Paulista |
| Brazilská fotbalová liga 1999   | 17     | 0    | SC Corinthians Paulista |
| Brazilská fotbalová liga 2000   | 20     | 1    | Santos FC               |
| Brazilská fotbalová liga 2001   | 16     | 1    | Cruzeiro Esporte Clube  |
| Brazilská fotbalová liga 2004   | 7      | 2    | SC Corinthians Paulista |
| CELKEM                          | -      | -    |                         |